# フレッティング
フレッティング（英: fretting）とは、接触する二物体間に微小な往復滑りが繰返し作用したときに生じる表面損傷のことである。日本語ではフレッチングと表記される場合もある。
微小な相対滑り振動のことをフレッティングと呼び、これにより発生する損傷をフレッティング損傷と呼び分ける場合もある。
フレッティングにより生じる摩耗をフレッティング摩耗、腐食をフレッティング腐食（フレッチングコロージョン）、疲労き裂進展をフレッティング疲労と呼び、フレッティングの内どの作用を重視して議論するかによって3つのように呼び分ける。
軸の圧入部やリベット結合部、ボルト結合部など、本来、相対変位を許容しないように設計された箇所で生じやすい。

## 摩耗
フレッティングにおける摩耗は、フレッティング摩耗(fretting wear)と呼ばれる。
接触する2体が微小往復滑りを起こすことで摩耗粉が発生する。大気中の鋼のフレッティングにおける摩耗生成物は、酸化が高温で急激に進むため少量の鉄粉を含むα-Fe2O3となる。赤褐色の微粉でココア(cocoa)とも呼ばれる。

## 疲労
フレッティングにおける疲労は、フレッティング疲労(fretting fatigue)と呼ばれる。微小往復滑りに加えて繰返し荷重が同時に作用することで発生する。平滑材の疲労限度よりも非常に小さい応力でも疲労破壊に至るのが特徴である。

## 腐食
フレッティングにおける腐食は、フレッチング腐食、フレッチングコロージョン (fretting corrosion) と呼ばれる。擦過腐食、摺動腐食という用語で呼ばれていた時期もある。酸素中で最も悪化するが、真空中や不活性ガス中でも発生する。そのため、フレッティング腐食においても1次的要因は化学反応的な腐食ではなく、摺動による摩耗が主原因である。
接触する金属の界面を拡大すると，ごく薄い酸化物で覆われた微小の突起同士が接触する構造となっている。この面に微小すべりが生じると，金属突起の表面が傷つき（酸化物の除去）活性な金属表面が露出する。このとき，環境中の酸素により直ちに酸化される。これの繰り返しで腐食が進む。流動する環境物質による物体表面皮膜の摩耗によって腐食が進行するエロージョン･コロージョンと機構的に同じである。

## 歴史
フレッティングについては、1911年のEdenらの論文により初めて報告された。彼らの論文の中で、疲労試験機の鋼製部品で起きる腐食の1つとして説明された。その後1939年のTomlinsonらの論文で、「フレッティング」という用語が作られ、以降、この呼び名が広まり定着していく。1972年のWaterhouseの著作の中でフレッティングという現象を、フレッティング摩耗、フレッティング腐食、フレッティング疲労という3つの区分けがされた。